# 内神社
内神社（うちじんじゃ）は、京都府八幡市内里内にある神社。式内社で、旧社格は村社。

## 祭神
山城内臣（やましろのうちのおみ）
「山代内臣」とも。
味師内宿禰（うましうちのすくね）
文献では「甘美内宿禰」とも記される。武内宿禰の異母弟で、山城内臣の祖。相殿に祀られる。

## 歴史
社伝では、山城内臣の死後に祀ったのが創建とされる。相殿に祀られる味師内宿禰は、山城内臣の祖神として後に合祀されたと考えられている。山城内臣の詳細は不明で、人名ではなく氏族名とも考えられ、『新撰姓氏録』には「大和国 内臣 孝元天皇皇子彦太忍信命之後也」という氏族としての内臣の記載がある。
延長5年（927年）成立の『延喜式』神名帳では山城国綴喜郡に「内神社二座」と記載され、式内社に列している。中世には「春日宗像神社」と称されていた。
『神社明細帳』によると、室町時代に大永の戦乱に遭い、天正年間に現在地に遷座されたという。旧社地は当社南東にあり、現在も「内里古宮」という字として残っている。
平成13年10月から14年9月まで「内里区造営事業」として、現在の本殿及び境内が整備された。

## 境内

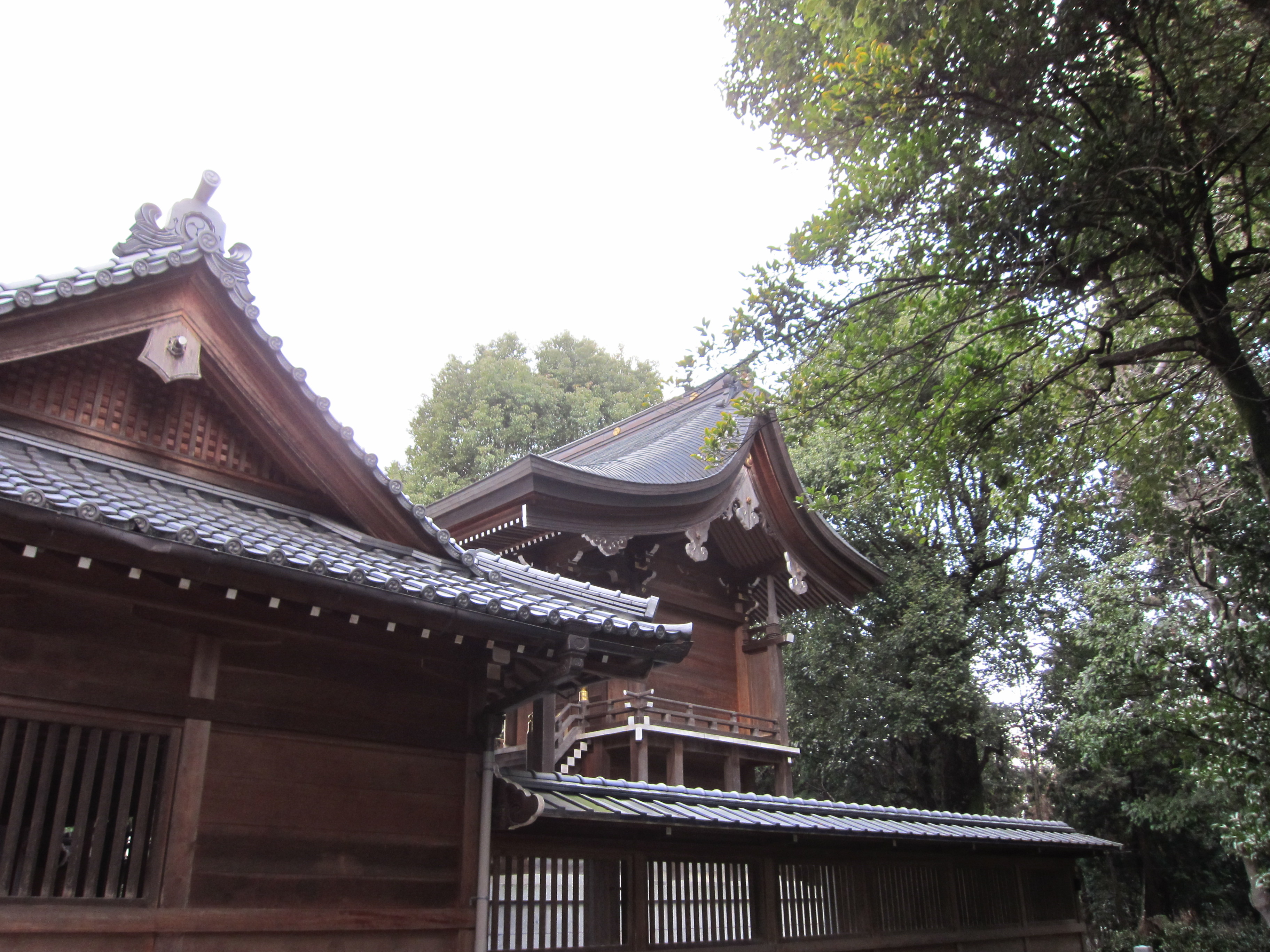
本殿

境内は内里の集落の西端に位置し、周囲には水田が広がる。本殿は一間社流造、屋根は銅板葺で、平成14年の造営になる。
本殿の左脇には旧本殿が立っている。現本殿同様、一間社流造で銅板葺である。平成13年から14年の整備に際して、現本殿の鎮座地から移築保存された。それに伴って寛保3年(1743年)の墨書銘が発見され、ある程度の建築年代特定がなされている。建物は京都府登録文化財に登録されている。

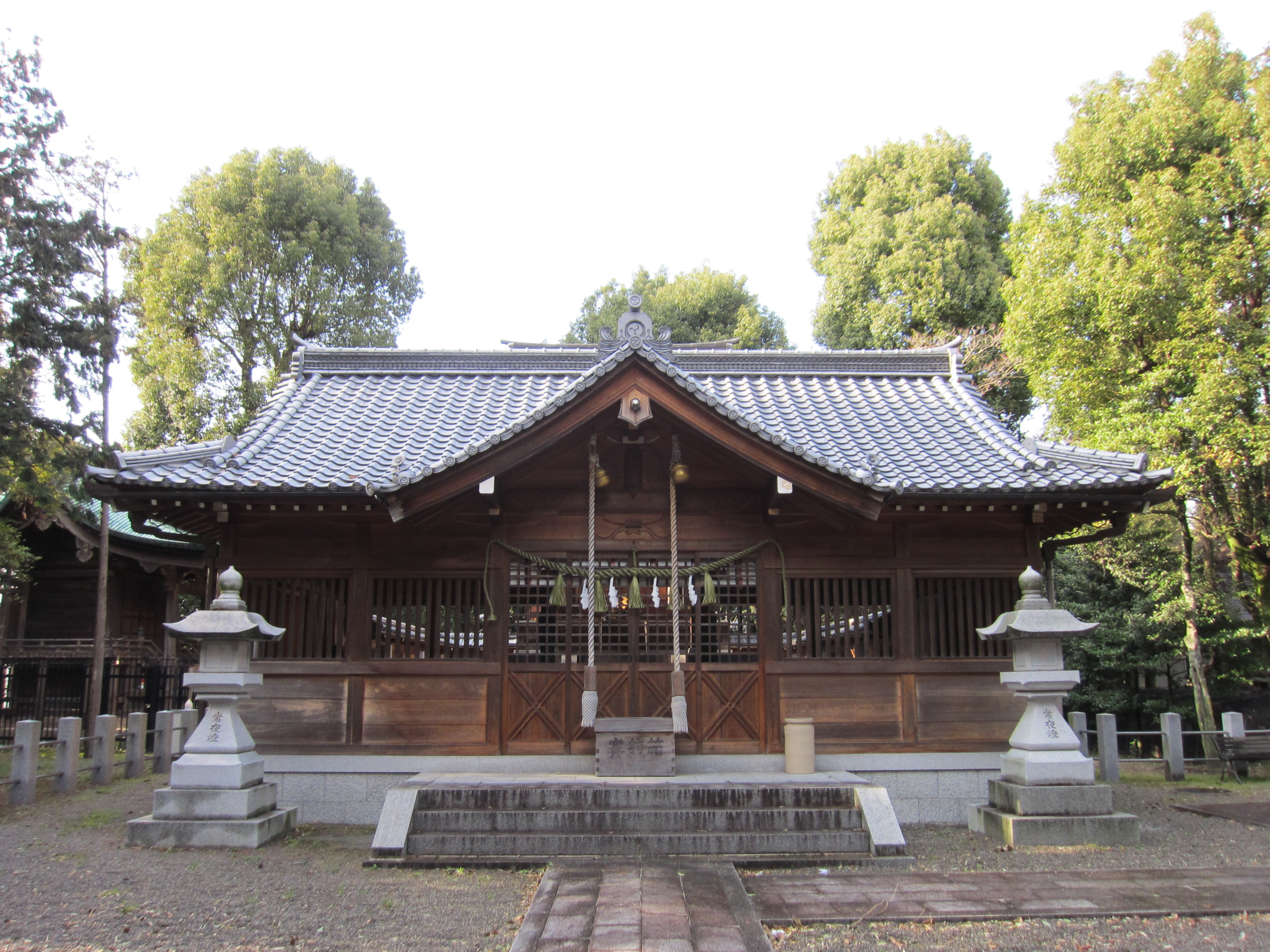
拝殿
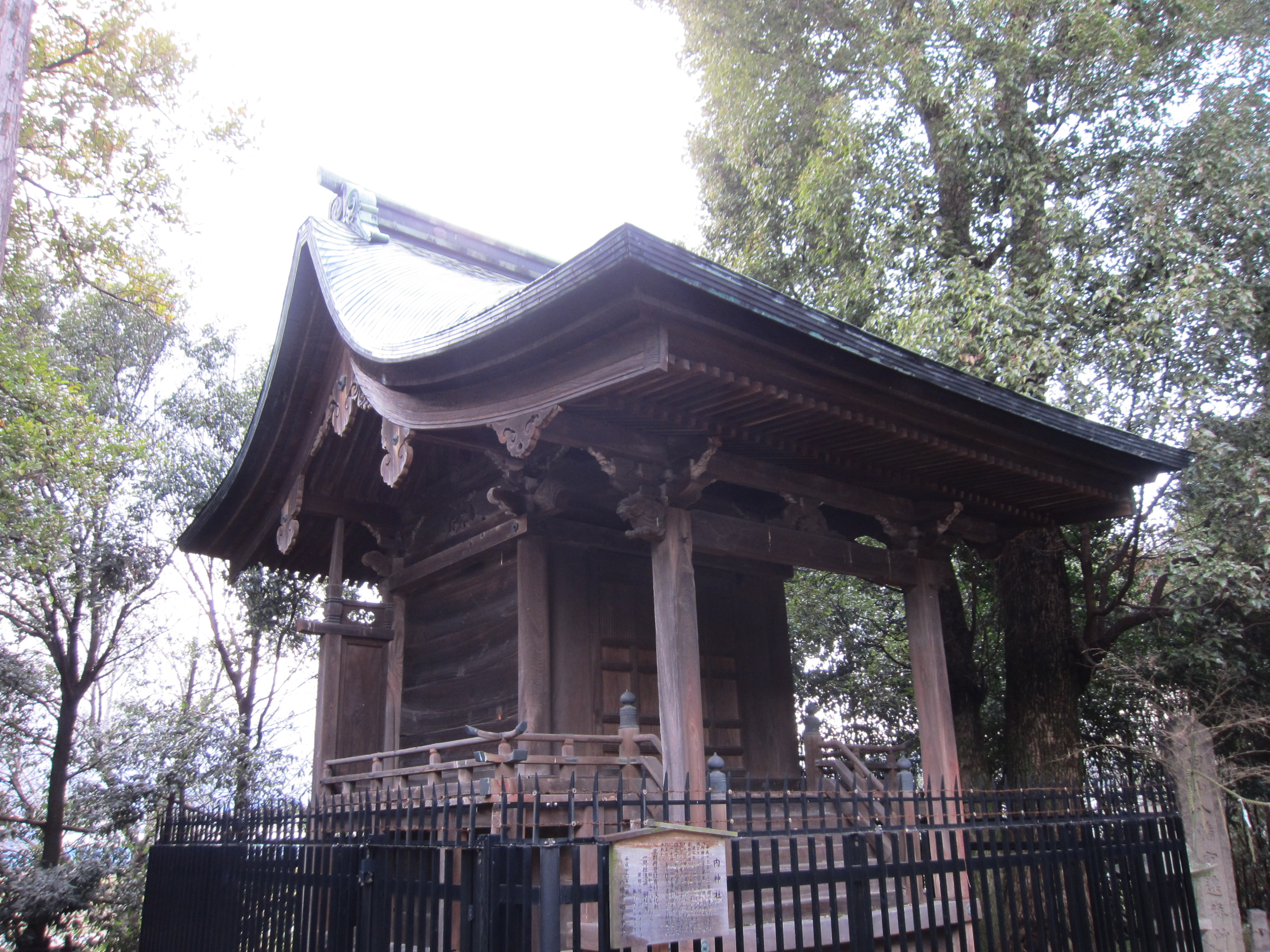
旧本殿（京都府登録文化財）

## 摂末社
- 厳島神社
- 奇神社
- 稲荷神社

## 文化財

### 京都府登録有形文化財
- 旧本殿（建造物） - 昭和58年登録。

### 京都府文化財環境保全地区
- 内神社文化財環境保全地区

## 現地情報
所在地
- 京都府八幡市内里内1
「内里」の地名は当社に由来する。『和名類聚抄』に「山城国綴喜郡有智（うち）郷」と記されている古い地名になる。

交通アクセス
- 京阪電車京阪本線 石清水八幡宮駅から、京阪バスで「内里」バス停下車 （下車後徒歩約5分）